# Tanytarsus separabilis
Tanytarsus separabilis är en tvåvingeart som beskrevs av Lars Zakarias Brundin 1947. Tanytarsus separabilis ingår i släktet Tanytarsus och familjen fjädermyggor. Inga underarter finns listade i Catalogue of Life.